# Districtul Peqin

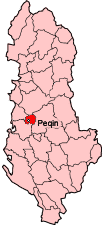
Districtul Peqin în Albania

Peqin este un district în Albania.
1. 1 2  GeoNames